# Doubt (episodio de Wilfred)
«Doubt» (en español «duda») es el undécimo episodio perteneciente a la Primera temporada de la serie de televisión Cómica Wilfred. Se estrenó el 25 de agosto de 2011 en Estados Unidos por FX, y en Latinoamérica el 18 de diciembre de 2011. En el episodio, un personaje del pasado de Wilfred hace a Ryan dudar de su amistad con Wilfred. 

## Cita del comienzo
La duda no tiene que ser más que vigilancia, de otra manera, puede convertirse peligroso
George Lichtenberg

## Argumento
Por la mañana, Ryan comienza a limpiar el sótano con la idea de comenzar una vida más saludable. Estando afuera de su casa, Ryan ve un hombre desconocido y lo ve fijamente. Más tarde, en una clase de yoga, Kristen le menciona a Ryan que el Dr. Ramos la invitó a vivir a la India por cuatro meses, para que ella le ayudara a abrir su nueva clínica, sin embargo, Leo no estaba de acuerdo. Ryan ve al hombre misterioso de nuevo. En el sótano Ryan le confiesa a Wilfred que saldrá con una mujer que conoció en internet, Wilfred le recomienda a algunas mujeres con quien haría una buena pareja, dice que la mejor opción para él es una mujer llamada Angelique. En el centro comercial, mientras Wilfred está distraído, el hombre que Ryan estuvo viendo a lo largo de sus actividades ese día, súbitamente le dice que él también ve a Wilfred como un humano en disfraz de perro, añade que Wilfred destrozó su vida y afirma que destruirá la de Ryan, antes de que Wilfred los descubra, él da sus datos por si Ryan quiere saber más del pasado de Wilfred.
En el camino a casa, Ryan le pregunta a Wilfred si él puede comunicarse con alguien más, él sólo responde que Ryan es el único de su especie. En un bar, el hombre del pasado de Wilfred, llamado Bruce, le cuenta su experiencia con Wilfred, que es muy similar a la de Ryan. Bruce dice que su vida declinó cuando Wilfred le consiguió una sala VIP en un club de Streaptease, asimismo, le dio un condón que resultó que estaba roto, provocando así el nacimiento de unos gemelos. Bruce advierte que de la misma manera en que Wilfred "finalizó" con su vida, acabara igual la vida de Ryan. Por la mañana, Ryan avisa a Wilfred que irá al dentista, pero solo se queda observando que es lo que hace Wilfred durante el día, finalmente, Wilfred lo descubre.
En la cita, Ryan descubre que Wilfred cambió a la mujer que originalmente había escogido por Angelique. Cuando Ryan planea pagar su cuenta, un condón puesto por Wilfred se le cae de la cartera, malinterpretando las cosas, Angelique (que resulta ser Ninfómana) accede a ir con Ryan. En el baño del restaurante, por casualidad, Ryan se encuentra a Bruce, él le pide que pruebe el condón, confirmando que está roto. Bruce le recomienda a Ryan que abandone a Wilfred en el bosque. En la mañana, un ansioso Wilfred y Ryan se dirigen hacia el bosque. Estando ahí, Ryan pretende que olvidó algo, pide a Wilfred que espere ahí mientras vuelve, Wilfred se da cuenta de que Ryan trata de abandonarlo. Bruce aparece en el mismo lugar donde se encuentran Ryan y Wilfred. Wilfred pretende que no ve o escucha a Bruce, por lo que él prueba que si puede verlo y escucharlo cuando le escupe en la cara, Wilfred acepta que lo ve. Bruce saca una pistola y apunta directo a Wilfred, diciendo que lo matará por haber hecho que hiciera esas cosas horribles, Wilfred golpea a Bruce por lo cual Ryan toma el arma. Wilfred y Bruce comienzan a pelear, Bruce toma una gran piedra y antes de que golpeara a Wilfred con ella, Ryan le dispara. Wilfred se levanta y felicita a Ryan. Ryan se da cuenta de que la pistola tiene solo Balas de goma. Bruce dice que eso es muy complicado, y le dice a Wilfred que la próxima vez le ganará. Wilfred dice que inventó toda esa "prueba" por las dudas que tenía Ryan, y obtuvo el final esperado, eligiendo la fe sobre la duda.

## Recepción

### Audiencia
"Doubt" fue visto por 1.21 millones de personas en su emisión original en Estados Unidos, obteniendo un 0.7 en el grupo demográfico 18-49.

### Recepción crítica
Rowan Kaiser  de The A.V Club dio al episodio una "B-" comentando: "Existe cierta serialización aquí. Este episodio comenzó con la idea de que Ryan estaba empezando a poner su vida en orden, así como dejando de fumar marihuana. Quizás Wilfred se está moviendo en alguna parte o simplemente toma unos cuantos episodios de volver con el status quo. De cualquier manera, se ha vuelto mucho más interesante. Sólo desearía que la interesante fue igualada por lo igual de divertido."